# Дуг Лівінгстон
Дугалд «Дуг» Лівінгстон (англ. Dugald „Doug“ Livingstone; 25 лютого 1898, Александрія, Шотландія — 15 січня 1981, Марлоу, Англія) — шотландський футболіст, що грав на позиції захисника. По завершенні ігрової кар'єри — тренер.
Чемпіон Шотландії. Володар Кубка Англії (як тренер).

## Ігрова кар'єра
У дорослому футболі дебютував 1917 року виступами за команду клубу «Селтік», в якій провів чотири сезони, взявши участь у 47 матчах чемпіонату. За цей час виборов титул чемпіона Шотландії.
Своєю грою за цю команду привернув увагу представників тренерського штабу клубу «Евертон», до складу якого приєднався 1921 року. Відіграв за клуб з Ліверпуля наступні п'ять сезонів своєї ігрової кар'єри.
Згодом з 1926 по 1930 рік грав у складі команд клубів «Плімут» та «Абердин».
Завершив професійну ігрову кар'єру у клубі «Транмер Роверз», за команду якого виступав протягом 1930—1933 років.

## Кар'єра тренера
Розпочав тренерську кар'єру, повернувшись до футболу після тривалої перерви, 1949 року, очоливши тренерський штаб клубу «Спарта».
1951 року став головним тренером збірної Ірландії, яку тренував два роки.
Згодом протягом 1953—1954 років очолював тренерський штаб збірної Бельгії.
1954 року прийняв пропозицію попрацювати у клубі «Ньюкасл Юнайтед». Залишив команду з Ньюкасла 1956 року.
Протягом 2 років, починаючи з 1956, був головним тренером команди «Фулгем».
Останнім місцем тренерської роботи був клуб «Честерфілд», головним тренером команди якого Лівінгстон був з 1958 по 1962 рік.

## Досягнення

### Як гравця
- Чемпіон Шотландії:

«Селтік»: 1918–1919

### Як тренера
- Володар Кубка Англії:

«Ньюкасл Юнайтед»: 1954–1955